# Pearl Witherington
 (octobre 2017).
Pearl Witherington (1914 - 2008) fut, durant la Seconde Guerre mondiale, une résistante active successivement dans deux réseaux de la section française F du SOE :
- STATIONER de Maurice Southgate, dont elle fut courrier « Marie » de septembre 1943 à avril 1944 ;
- WRESTLER, basé dans l'Indre et dont elle fut le chef « Pauline », de mai 1944 (arrestation de Southgate) à septembre 1944.

## Famille
- Parents britanniques
- 3 sœurs, plus jeunes.
- Son mari : Henri Cornioley (1910-1999). Mariage en octobre 1944.

## Biographie
1914. Le 24 juin, naissance à Paris.
À Paris, enfance heureuse mais dure. Elle doit travailler très tôt, pour faire vivre sa famille, dont un père fantaisiste et dépensier ne peut pas assumer la charge.
1940.
- Juin. Après le bombardement de Paris, le gouvernement britannique ordonne l'évacuation de ses ressortissants hors de France.
- Décembre. Le 9, elle se débrouille pour évacuer de France sa mère et ses sœurs : Normandie, Marseille (où elle prend contact avec des groupes de résistants) ; traversée à pied de l'Espagne et du Portugal, embarquement pour l'Angleterre.

1941. Elle et ses sœurs s'engagent dans la WAAF. Elle y travaille pour la coopération aérienne entre les Alliés et pour les liaisons avec l'étranger au ministère de l'Air. 
1943.
- Juin. Elle rejoint le service secret britannique Special Operations Executive (SOE).
- Le SOE lui fait suivre une session d'entraînement de trois semaines, comprenant une formation au maniement d'armes et d'explosifs, une formation d'agent de liaison et trois sauts en parachute.

Mission en France : sous le nom de guerre « Marie », elle sera courrier du réseau STATIONER dirigé par Maurice Southgate « Hector ». Le réseau comprend peu d'agents, mais s'étend sur un vaste territoire, comprenant Châteauroux, Clermont-Ferrand, Limoges, Montluçon, Paris, Poitiers, Tarbes, Toulouse, Vierzon. En tant que courrier (c'est-à-dire agent de liaison), elle devra porter elle-même discrètement les messages de Southgate à des personnes à contacter qu'il lui désignera. Elle passera ainsi le plus clair de son temps dans des trains, le plus souvent de nuit.
- Septembre.

• Nuit du 15 au 16. Première tentative de parachutage, aux environs de Dun-le-Poëlier. La gendarmerie recherche des maquisards cachés dans les bois de la Taille-de-Ruines. Le terrain n'est donc pas balisé, et le pilote doit retourner à sa base de Tempsford.
• 21. Deuxième tentative, également infructueuse, car la piste balisée dans le pré d'une ferme n'était pas assez large.
• Nuit du 22 au 23. C'est le dernier jour de la lune ce mois-ci, sinon le parachutage devra être reporté en octobre. Elle est finalement parachutée en territoire occupé, d'une altitude de 90 mètres, près de Châteauroux. Le comité de réception  est composé de : • Maurice Southgate « Hector » (ou « Philippe »), le chef du réseau • Auguste Chantraine, le propriétaire du champ. Elle passe sa première nuit à Tendu, dans la ferme d'Auguste Chantraine, où elle dort « dans le foin... qui recouvrait au moins deux tonnes de matériel de guerre ! »
Elle retrouve bientôt Henri Cornioley, son fiancé. Prisonnier de guerre évadé, il a rejoint la résistance. Elle avait espéré un moment qu'il pourrait suivre comme elle l'entraînement dans les écoles spéciales du SOE en Grande-Bretagne. Pendant sept mois, elle est le courrier d’« Hector ». Peu de temps après son arrivée, Maurice Southgate étant rappelé à Londres pour consultation, elle prend en charge le réseau avec le radio, le Mauricien Amédée Maingard « Samuel » (arrivé, lui, en avril 1943). Elle s'en tire fort bien : c'est pendant cette période qu'est réalisée une opération contre les usines Michelin qui, si elle n'atteint pas tous ses objectifs, provoque quand même la destruction de près de 40000 pneus.
1944.
- Mai. Le 1er, la Gestapo arrête Maurice Southgate à Montluçon. Amédée Maingard « Samuel », son adjoint et radio, décide de scinder le réseau Indre en deux secteurs, à partir du 25 : • Châteauroux et le sud du département qu'il prendra en charge, devient le réseau SHIPWRIGHT • le Nord-Indre, incluant la vallée du Cher, qui sera pris en charge par Pearl sous le nouveau nom de guerre « Pauline », devient le réseau WRESTLER. Elle s'installe chez les Sabassier, gardiens du château des Souches, sur la commune de La Chapelle-Montmartin, près de Dun-le-Poëlier, à la limite des départements de Loir-et-Cher et de l’Indre, en bordure de bois dans lesquels se trouvent les maquis de la région. Elle est assistée par Henri Cornioley et par son opérateur radio Berge « Tutur ». Elle établit le contact avec les résistants locaux : Mardon, Alex et son frère, Trochet, l'abbé Valuche, Chassagne. Elle organise des parachutages clandestins (armes, explosifs, munitions, argent). Elle réceptionne les agents britanniques qui arrivent. Elle met en place un centre d'instruction au maniement d'armes.
- Juin. Le 1er, Mardon est arrêté. Son maquis se regroupe au château des Souches réquisitionné par Cornioley. Le 6, les opérations commencent : arbres abattus au travers des routes, lignes téléphoniques coupées. Mais les Allemands ne tardent pas à localiser ceux qui les harcèlent ainsi, attaquent en force. Le 11, une attaque allemande oblige les agents SOE et les résistants à se disperser. Le stock d'armes des Souches est abandonné et celui des FTP d'Alex est détruit. Les propriétaires du château, les Hay des Nétumières, qui n'ont aucun lien avec le maquis, se croient à l'abri et refusent de fuir. Ils seront arrêtés. Le mari sera tué par la gestapo de Bourges. La femme sera déportée au camp de Ravensbrück, d'où elle ne reviendra pas. « Pauline » et Henry se regroupent chez les Trochet, fermiers à Douçay (commune de Maray, loir et Cher) et y resteront deux mois, jusqu'à leur départ pour la forêt de Gâtine. Le 24, près de la ferme des Trochet, trois avions procèdent à un important largage qui permet de réarmer les bataillons AS et FTP. Ainsi mieux équipés, des détachements peuvent organiser d'efficaces embuscades et s'en prendre, avec succès, aux convois routiers et au trafic ferroviaire de l'ennemi.
- Août. Le 10, à l'étonnement de Pearl qui n'a pas été avertie, l'équipe Jedburgh Julian est parachutée sur le terrain Vin Mascara de fatma, à Frédille, à 10 km à l'ouest de Levroux. Une coopération s'installe, l'entraînement donne des résultats, les demandes d'armement sont faites à Londres par l'équipe Jedburgh. Les Allemands subissent des pertes importantes lors des accrochages (plusieurs épisodes sont rapportés : entre Valençay et Vatan ; entre La Vernelle et la forêt de Gâtine ; dans la forêt elle-même ; à la Collinière).
- Septembre. Le 1er, elle est promue Flight Officer. Au milieu du mois, le Major-Général allemand Elster, à la tête d'une colonne de 19 000 soldats, fait sa reddition. Comme les autres agents secrets anglais, elle repart en Angleterre.
- Octobre. Le 26, elle épouse Henri Cornioley, à Kensington (Londres).

Elle s'installe à Paris où, pendant 28 ans, elle travaille à la Banque mondiale.
À la fin de la guerre, en tant que femme, elle ne peut obtenir la Military Cross pour laquelle elle avait été pressentie. À la place, elle se voit décerner la médaille civile de l'Ordre de l'Empire britannique, mais elle la refuse, arguant n'avoir rien fait de civil.
1989. Enregistrement au J.O. d'une association, dont elle est vice-présidente, créée pour l'édification du mémorial de Valençay à la mémoire des agents du SOE et aviateurs alliés des services spéciaux tombés en mission.
1991. Le 6 mai, inauguration du mémorial de Valençay, en présence de la Reine Elizabeth, Reine Mère de Grande-Bretagne.
1998. Avec son mari Henri Cornioley, elle quitte son appartement parisien et va vivre à la maison de retraite de Châteauvieux (Loir-et-Cher).
2004. Le 5 avril, la Reine Elizabeth, en visite en France, lui remet la distinction de commandeur de l'Ordre de l'Empire britannique (CBE), dans les salons de l'ambassade d'Angleterre à Paris.
2006. En avril, après une attente de six décennies, Pearl reçoit la médaille des « Parachute Wings ».
2008. Le 24 février, elle décède à l'hôpital de Blois, à l'âge de 93 ans. Ses cendres reposent, avec celles de son mari Henri Cornioley, au pied d'une stèle érigée aux Souches (commune de La Chapelle-Montmartin, Loir-et-Cher) et commémorant la bataille du château des Souches du 11 juin 1944.

## Identités
- État civil : Cécile Pearl Witherington, épouse Cornioley
- Comme agent du SOE :
  - Nom de guerre  (field name) : « Marie » puis « Pauline »
  - Code opérationnel : WRESTLER (en français LUTTEUR)
  - Autres pseudos : Geneviève (à Toulouse) ; Claude (à Châteauroux)
- Identité de couverture : Geneviève Touzalin ; Marie Jeanne Marthe Vergès, chef de service commercial (représentante des produits de beauté Isabelle Lancray, née le 28 juin 1915 à Montaut-Les-Créneaux (Gers). Taille 1,71 m, cheveux blonds, yeux bleus gris, visage ovale, signes particuliers néant.

Parcours militaire :
- - WAAF
  - SOE, section F

## Reconnaissance

### Distinctions
Pour son action clandestine pendant la guerre, Pearl Witherington-Cornioley a reçu les décorations suivantes :
- Royaume-Uni : Commandeur de l'Ordre de l'Empire britannique (CBE), 5 avril 2004 ; diplôme des "British Military Parachute Wings", 11 avril 2006.
- France, 1946 : Chevalier de la Légion d'honneur (LH), Croix de guerre, Médaille de la Résistance.

### Monuments
- Tendu (Indre) : une stèle commémore le parachutage clandestin de Pearl Witherington du 22 septembre 1943. Lieu-dit Le Cerisier.
- La Chapelle-Montmartin (Loir-et-Cher) : une stèle commémore la bataille du château des Souches du 11 juin 1944. Les cendres de Pearl Witherington reposent au pied de la stèle.

## Œuvre
- Son autobiographie, « Pauline », Parachutée en 1943, témoignage recueilli par Hervé Larroque, Éditions Par exemple, 1997 ; 3e édition février 2008  (ISBN 2-9513746-0-7).